# Stenelmis fuscata
Stenelmis fuscata är en skalbaggsart som beskrevs av Willis Blatchley 1925. Stenelmis fuscata ingår i släktet Stenelmis och familjen bäckbaggar. Inga underarter finns listade i Catalogue of Life.